# بيدرو جيفارا
بيدرو جيفارا (بالإنجليزية: Pedro Guevara)‏ هو محامي وسياسي أمريكي، ولد في 23 فبراير 1879 في الفلبين، وتوفي في 19 يناير 1938 في مانيلا في الفلبين. حزبياً، نشط في Nacionalista Party ‏. وقد انتخب عضو مجلس الشيوخ الفلبيني وانتخب عضو مجلس النواب في الفلبين وانتخب Resident commissioner of the Philippines ‏.